# Samuel von Pufendorf
Samuel von Pufendorf, född 8 januari 1632 i Dorfchemnitz i Sachsen, död 26 oktober 1694 i Berlin, var en tysk historiker, svensk friherre och politisk teoretiker, känd för sina teorier om naturrätten och folkrätten.

## Biografi
Pufendorf var son till den lutherske pastorn Esaias Elias Pufendörfer och dennes hustru Margarete Hickmann. Han hade två bröder, Jeremias Pufendorf och Esaias von Pufendorf.
Åren 1645 till 1650 var han inskriven vid gymnasiet Fürstenschule Grimma. Därefter började han att studera teologi i Leipzig på sin fars begäran, men bytte snart till juridik. Han inskrevs 1656 vid universitetet i Jena, där han blev mycket påverkad av professor Erhard Weigel, som introducerade honom inför verk av Hugo Grotius, Thomas Hobbes och René Descartes. Två år senare avlade han examen med magistertitel. 
Strax därpå fick han anställning som lärare i Peter Julius Coyets hushåll; denne var minister åt Karl X Gustav med tjänst i Köpenhamn. Pufendorfs bror Esaias blev samtidigt svensk diplomat. På grund av politiska oroligheter mellan Sverige och Danmark, fängslades Pufendorf. Under fångenskapen studerade han och skrev. Efter fångenskapen följde han Coyets söner till Leiden där han publicerade ett verk om en universell lag, Elementorum iurisprudentiae universalis libri duo, som gav honom en professur i Heidelberg. Han kallades till en professur vid Lunds universitet i samband med universitetets grundande 1666 och innehade denna fram till universitetets stängning under skånska kriget. År 1677 blev han rikshistoriograf i Stockholm, och 1688 kallades han till hovet i Berlin av Fredrik Vilhelm av Brandenburg (suverän hertig av Preussen). Pufendorf skrev också en skarpt vinklad Innledning Till Swänska Historien i vilken han försvarade Sveriges erövring av Skånelandskapen och delar av Norge med att dessa provinser ursprungligen varit svenska: "de gammle Swerikes Gränsar igen heladt". Denna historietolkning var kontroversiell och svår att stödja med källor och Pufendorffs redan pågående konflikt med danska akademiker förbittrades. 
Han adlades i Sverige och upphöjdes till friherrlig värdighet.

## Politisk filosofi
Pufendorfs politiska filosofi är en form av naturrättslig kontraktsteori. Själv kopplade han sitt tänkande till andra naturrättsfilosofer som Hugo Grotius, John Seldon, Thomas Hobbes och Richard Cumberland. Pufendorf ansåg att naturrätten syftar till att lära människor att bli dugliga samhällsmedborgare och således i första hand berörde relationen mellan människor. Även om Pufendorf såg Gud som källan till naturrätten, gjorde han skillnad på naturrätt och moralteologi, vilket innebar att samhälleliga normer inte nödvändigtvis behövde ha en koppling till den bibliska uppenbarelseläran.
Pufendorfs kontraktsteori är mest utförligt diskuterad i De jure naturae et gentium (1672) och i en mer koncis form i De officio hominis et civis juxta legem naturalem (1673; hädanefter De officio). I dessa verk är inflytandet av Grotius och Hobbes tydligt. I likhet med Grotius betonar Pufendorf människans rätt till självbevarelse och behovet av samhället. Till skillnad från Grotius, som var rationalist, var Pufendorfs naturrättsfilosofi voluntaristisk. Pufendorfs kontraktsteori och hans tonvikt vid en absolut suveränitet är influerad av Thomas Hobbes' Leviathan, men han skiljer sig också på viktiga punkter, främst i fråga om synen på människornas liv i naturtillståndet.
Både Grotius och Hobbes skrev sina stora verk under trettioåriga kriget, men medan Grotius sökte begränsa krigets skador genom lag teoretiserade Hobbes kring hur stridigheter kunde begränsas genom skapandet av starka enhetsstater. Pufendorfs generation (han var född samma år som John Locke och Baruch Spinoza) var den första vars politiska filosofi utgick från det westfaliska system av nationalstater som följde på det trettioåriga kriget.
Likt många naturrättsfilosofer utgår Pufendorf från ett naturtillstånd. Till skillnad från Hobbes, som slog fast att människans liv i naturtillståndet var ”solitary, poor, nasty, brutish and short”, målar Pufendorf en positiv bild av en natur fylld av oändliga och fria resurser (De officio  I.12.2). Bilden av människan är desto mörkare. Människan, påpekar Pufendorf, är ett ytterst svagt djur som inte alls är anpassat för att leva ensamt. En människa som vuxit upp utan annan mänsklig kontakt skulle leva ensam i ödemarken och livnära sig på det naturen har att erbjuda; naken och utan språk skulle människa vara som vilket annat djur som helst (De officio I.2.1). Människor är således beroende av varandra för att överleva.
Människan är dock ett farligt djur för andra människor och inte av naturen socialt. På så sätt bryter Pufendorf med den aristoteliska, teleologiska uppfattningen att människan till sin natur är ett politiskt och socialt djur ämnade för samlevnad. Det som får människorna att samarbeta är deras samhällelighet (lat. socialitas); ett slags moralisk princip som inte grundar sig i människans natur utan i en befallning från Gud som människorna kan bli varse genom förnuftet. Denna samhällelighet innebär att självbevarelse både är en mänsklig rättighet och plikt.
För att överleva måste människorna således lyda Guds befallning och odla sin samhällelighet. Samhälleligheten innebär att människorna har en plikt att i så stor mån som möjligt måste vara ömsesidigt nyttiga och inte ge varandra orsak att skada varandra (De officio  I.3.7-9). Våld är endast tillåtet i självförsvar och individens egendom måste också respekterad (De officio  I.6.2).
De första gemenskaperna var små och omfattade bara ett fåtal individer. Initialt fick var och en ta för sig av resurserna, men efterhand började dessa delas upp mellan människorna (De officio I.12.2). I takt med att människorna blev fler bildade de familjer och spred sig över jorden för att få mer mark till sig själva och sin boskap. De flesta samhällen bildades av grannar, och efterhand slog fler och fler samhällen ihop, antingen på fredlig väg eller med våld. Samhällen växte sig alltså större, men människorna befann sig fortfarande i ett naturtillstånd i vilket människorna inte hade någon överordnad, och inte delade något med varandra förutom sin mänsklighet (De officio  II.1.7).
Genom att samverkan kan människorna värna varandras säkerhet och egendom, men detta kräver större samhällen. Människor i stora grupper kan dock int enas om att arbeta mot ett gemensamt mål, dels på grund av att det finns så många individuella viljor (i kombination med tjurighet och tröghet), dels på grund av människors lathet eller ovilja att göra vad som är bäst för alla. Allas viljor måste således först förenas i en, och en samhällsstruktur inrättas som kan utöva tvång eller utfärda straff (De officio II.6.4). Det är nu människorna enas om att  bilda en stat.
Till skillnad från Hobbes samhällskontrakt (eng. 'covenant', som bara ingås mellan medborgare), består Pufendorfs kontrakt av två avtal (lat. pactum/-a) och ett beslut (decretum). Det första avtalet består av att människor går samman för att bilda ett gemensamt och varaktigt samfund med en gemensam ledning och gemensamma rådslag, med andra ord en stat i vilken människorna gör med på att bli varandras medborgare. För detta måste alla ge sitt samtycke (De officio  II.6.7).
Därefter följer ett beslut rörande regeringsform. Staten kan antingen styras av en man eller en församling bestående av ett flertal män. I det förra fallet ska statens vilja anses vara identisk med individens, medan det i senare fall är majoriteten som fäller avgörande (De officio  II.6.11-13).
När regeringsformen är beslutad ingår människorna ett avtal med den eller de som ska styra staten där dessa förbinder sig att värna medborgarnas liv och säkerhet, men där medborgarna i sin tur förbinder sig att underordna sig sina styrandes vilja (De officio II.6.9). Genom att bilda en stat (lat. civitas) och utse en suverän (lat. summum imperium) lämnar människorna naturtillståndet. Eftersom människor fortfarande styrs av sina egna föreställningar är det viktigt att de redan från barnsben får ta del av läror som främjar statens ändamål (De officio II.7.8).
Pufendorfs suverän är absolut (lat. absolutum imperium). Suveränen är inte underordnad någon annan makt, och det förekommer heller ingen maktdelning. Suveränen styr genom lagar, som måste göras allmänt kända. Eftersom suveränen är källan till lagarna står denne dock över lagarna. Medborgarna måste däremot åtlyda dessa och lyda sin suverän. Pufendorf jämför relationen mellan suverän och medborgare med den mellan förälder och barn, och menar att barnen måste utså sina föräldrars dåliga humör. Översatt till politik innebär detta att medborgare måste utstå hot och plågor, och hellre uthärda dessa eller fly än att dra svärd mot suveränen. Man bör hellre dö än att döda, inte på grund av suveränens utan för hela samhällets skull (De officio II.9).
Pufendorfs till synes välvilliga inställning till envälde och motstånd mot folklig resning har dock ifrågasatts i senare forskning. Haara  noterar att Pufendorf verkar dra sig för att uttryckligen säga att det alltid är fel att bruka våld mot överheten i självförsvar. I andra skrifter verkar Pufendorf ta ställning mot envälde. I verket De habitu religionis christianae ad vitam civilem (1687), försvarar han medborgares rätt att försvara sig mot tyranner, och att han tar ställning för den ärorika revolutionen i De rebus gestis Friderici III Electoris Brandenburgici (postumt 1695). Medborgares rätt till motstånd är explicit i Pufendorfs samhällskontrakt på så sätt att kontraktet är ömsesidigt bindande och att medborgare således kan säga upp det.

## Verk
- Elementorum iurisprudentiae universalis (1660)
- Elementorum iurisprudentiae universalis libri duo (1660)
- De obligatione Patriam (1663)
- De rebus gestis Philippi Augustae (1663)
- De statu imperii germanici liber unus (Geneva 1667)
- De statu imperii Germanici (Amsterdam 1669)
- De jure naturae et gentium (Lund 1672)
- De officio hominis et civis juxta legem naturalem libri duo eller "On The Duty of Man and Citizen According to the Natural Law" (1673)
- Einleitung zur Historie der vornehmsten Reiche und Staaten
- Commentarium de rebus suecicis libri XXVI., ab expeditione Gustavi Adolphi regis in Germaniam ad abdicationem usque Christinae
- De rebus a Carolo Gustavo gestis (Stockholm)